# Hadena capsincoloides
Hadena capsincoloides är en fjärilsart som beskrevs av Standfuss 1893. Hadena capsincoloides ingår i släktet Hadena och familjen nattflyn. Inga underarter finns listade i Catalogue of Life.